# (1094) Siberia
(1094) Siberia ist ein Asteroid des Hauptgürtels, der am 26. Januar 1926 vom russischen Astronomen Sergei Iwanowitsch Beljawski am Krim-Observatorium in Simejis entdeckt wurde.
Der Name des Asteroiden ist von der russischen Region Sibirien abgeleitet.